# 朱見潾
德莊王朱見潾（1448年5月7日—1517年9月7日），是明英宗庶次子，母靖莊安穆宸妃萬氏。朱見潾初名朱見清，出生後不久，其父英宗在土木堡之变中被俘，朱見清由祖母孫太后撫養。景泰三年五月初三（1452年5月21日）受封榮王。
天順元年（1457年）明英宗復辟，在當年三月初六（1457年3月30日）改封德王，並改名朱見潾。天順六年（1462年），代表英宗祭告太廟。天順七年（1463年），搬出紫禁城，入住京城諸王府，準備就藩。英宗下旨令文武百官參照太子規格朝見朱見潾。皇叔襄王朱瞻墡还送了厚礼。英宗临终前，内阁首辅李贤多次劝英宗不要易储，说传位太子朱见濡则宗社幸甚，英宗最终没有易储。
朱见濡登基为明宪宗后，朱見潾仍享有特权，曾代表宪宗祭扫十三陵和祭告太庙。後於成化元年（1465年）納妃，成化三年二月十七（1467年3月22日）就藩，为明朝自宣德四年（1429年）以来首次皇子就藩，俸禄全为禄米，宪宗还赐他爱吃的白熟粳米每年两百多石，朱見潾的封地也在他的请求下从德州迁到濟南府。
朱见潾或曾被英宗錢皇后抚养，次年錢皇后去世後，朱见潾以“抚育深恩”为由，请求回京奔丧，未获准。而一年前其生母万宸妃过世时，史料则并无记载朱见潾曾请求送葬。从明宪宗开始，朱见潾得到大量赏赐，包括田地近万顷以及全济南府税收。据济南地方志记载，朱见潾修建德王府时参照紫禁城的規格，设有承运殿、圜殿和存心殿三大殿，王府占地范围北至今济南后宰门，南至泉城路，西至芙蓉街。先前齐王朱榑、汉王朱高煦因为获罪被废，所占田产都成为荒田，此时都被宪宗应朱見潾所请赐给了他，最后得到寿张、清河、章丘、新城等县闲地六千五百多頃。
宪宗驾崩时，兄弟中唯有朱見潾提出奔丧。明孝宗年间，王妃刘氏去世，孝宗特准朱见潾以扫墓的名义每年出城一次。武宗年间，下旨所有王府田地统一徵银三分。朱見潾上书请求免除，未果。
他在位六十年，在正德十二年（1517年）過世，諡號莊，四年後由其子朱祐榕嗣位。
1993年除夕，山东省文物部门对号称济南小十三陵的一组明朝大墓进行抢救性发掘，通过墓志判断出该大墓为朱見潾及其后裔的墓葬及疑冢。朱見潾的墓室由前后两殿组成，棺床为石刻须弥座式，长达两米，石门使用了二龙戏珠图案，且每扇石门均雕有九排门钉，每排为9个，一共有81个，为皇帝规制，亦可见朱見潾的特殊地位。

## 家庭
- 德莊王妃劉氏，武城後衛正千戶劉忠之女
- 庶長子：泰安恭簡王朱祐樬
- 嫡次子：德懿王朱祐榕
- 庶三子：濟寧安僖王朱祐樳
- 嫡長女：金鄉郡主
- 嫡次女：樂安郡主
- 嫡三女：萊陽郡主
- 另有一個女兒

## 壙志
| 無 原因：明政府封之 | 明榮國國王 1452年－1457年 | 空缺下一位持有相同頭銜者：莊王朱祐樞 |
| 無 原因：明政府封之 | 明德國國王 1457年－1517年 | 繼任： 子懿王朱祐榕                  |